# 鸡爪秋海棠
鸡爪秋海棠（学名：Begonia imitans）为秋海棠科秋海棠属的植物，是中国的特有植物。分布于中国大陆的四川等地，生长于海拔1,350米的地区，多生长在山坡阴处密林下潮湿地，目前已由人工引种栽培。